# بخش لاندینگ
بخش لاندینگ (به انگلیسی: Longding district) یک منطقهٔ مسکونی در هند است که در آروناچال پرادش واقع شده‌است. بخش لاندینگ ۱٬۱۹۲ کیلومتر مربع مساحت و ۵۶٬۹۵۳ نفر جمعیت دارد.